# Закон Годвіна

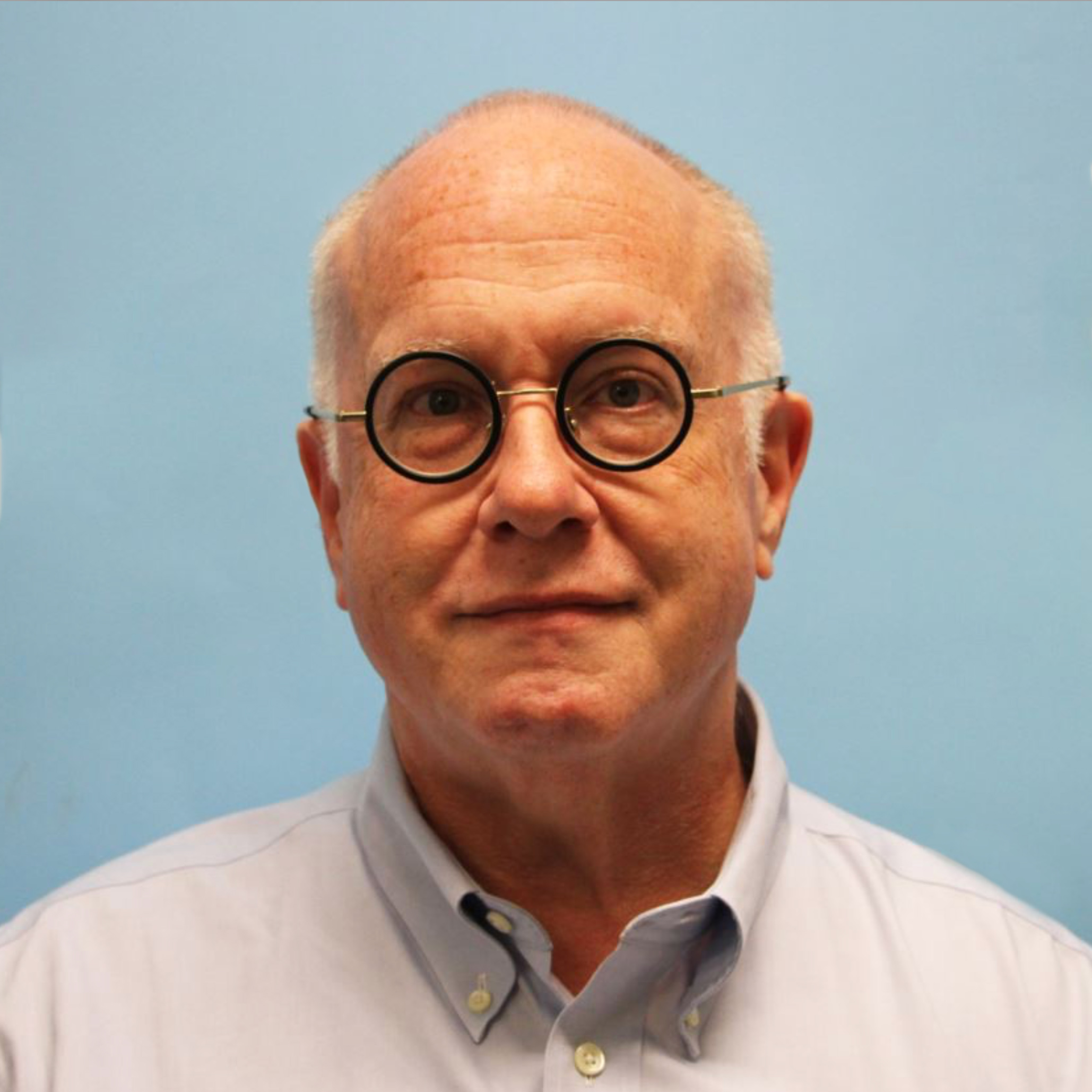
Майк Годвін (Mike Godwin)

Закон Годвіна (англ. Godwin's Law) — вираз, поширений в інтернет-культурі, що стосується твердження, яке було помічено Майком Годвіном у 1990 році в мережі Usenet. Закон стверджує:
|  | При розростанні інтернет-дискусії, ймовірність порівняння з нацизмом або Гітлером прямує до одиниці. Оригінальний текст (англ.) As an online discussion grows longer, the probability of a comparison involving Nazis or Hitler approaches 1. |

У багатьох групах інтернету існує традиція, згідно з якою, як тільки подібне порівняння трапляється, гілка обговорення вважається завершеною і сторона, що удалася до цього аргументу, програє. Таким чином, «Закон Годвіна» практично гарантує, що всі дискусії коли-небудь завершуються. Цей закон не стверджує, що порівнювати з Гітлером, або нацизмом недоречне — просто надмірне використання саме цієї аналогії позбавляє справжнє порівняння з цими явищами необхідного впливу. Оскільки вживання порівняння з Гітлером і нацизмом означає кінець дискусії, деякі оглядачі відмічають, що «Закон Годвіна» іноді використовують цілеспрямовано для саботажу дискусії. Попри це, «Закон Годвіна» не стосується дискусій щодо тем, які дійсно мають відношення до нацизму чи історії Другої світової війни.
Закон Годвіна підтвердився в суперечці Лінуса Торвальдса з розробниками GNOME у 2005 році.
Закон Годвіна є підвипадком Reductio ad Hitlerum.
16 березня 2022 року закон Годвіна був підтверджений самим Майком Годвіном, який у Twitter порівняв з Гітлером Володимира Путіна фразою "You're not going to believe who this guy reminds me of" ("Ви не повірите, кого мені нагадує цей хлопець")